# Havanir Nimtz
Havanir Tavares de Almeida Nimtz (Itabaiana, 7 de setembro de 1953) é uma política brasileira filiada ao Partido Renovador Trabalhista Brasileiro (PRTB).
É médica graduada pela Universidade São Francisco e advogada pela Faculdades Metropolitanas Unidas.

## Carreira política
Sua carreira política é marcada pela sua passagem pelo PRONA ao lado de seu professor Enéas Carneiro. Em 1994 e 1998, candidatou-se a deputada federal, mas não foi eleita. Em 2000, foi a segunda vereadora mais votada de São Paulo, atrás de José Eduardo Cardozo, do PT. Em 2002, elegeu-se deputada estadual na Assembleia Legislativa de São Paulo com um recorde de 682.219 votos. Foi candidata à Prefeitura de São Paulo em 1996 e 2004, com 52.328 e 47.579 votos, respectivamente. Em 2005, transferiu-se para o PSDB. Em 2006, candidatou-se a deputada federal, e obteve 10.517 votos.
Em 2008, candidatou-se a vereadora pelo PTC na eleição municipal de São Paulo mas não foi eleita, obtendo 8.081 votos.
Em 30 de setembro de 2009, transferiu-se para o PRB.
Em 2010, foi candidata a deputada estadual pelo PRB na eleição estadual de São Paulo, mas não foi eleita, obtendo 11.341 votos.
Em 2012, foi candidata pelo PSD a vereadora na eleição municipal de São Paulo, mas não foi eleita, obtendo 1.959 votos.
Concorreu a uma vaga de deputada federal nas eleições em São Paulo em 2014 pelo PRTB, mas não foi eleita, obtendo 10.668 votos.

### Desempenho em eleições
| Ano  | Eleição                | Coligação                                       | Partido | Candidata a       | Votos   | Resultado  |
| ---- | ---------------------- | ----------------------------------------------- | ------- | ----------------- | ------- | ---------- |
| 1992 | Municipal de São Paulo | sem coligação                                   | PRONA   | Vereadora         | 300     | Não eleita |
| 1994 | Estadual de São Paulo  | sem coligação                                   | PRONA   | Deputada federal  | 976     | Não eleita |
| 1996 | Municipal de São Paulo | sem coligação                                   | PRONA   | Prefeita          | 52.328  | Não eleita |
| 1998 | Estadual de São Paulo  | sem coligação                                   | PRONA   | Deputada federal  | 57.186  | Não eleita |
| 2000 | Municipal de São Paulo | sem coligação                                   | PRONA   | Vereadora         | 87.358  | Eleita     |
| 2002 | Estadual de São Paulo  | sem coligação                                   | PRONA   | Deputada estadual | 682.219 | Eleita     |
| 2004 | Municipal de São Paulo | sem coligação                                   | PRONA   | Prefeita          | 47.579  | Não eleita |
| 2006 | Estadual de São Paulo  | Compromisso com São Paulo (PSDB, PFL, PPS, PTB) | PSDB    | Deputada federal  | 10.517  | Não eleita |
| 2008 | Municipal de São Paulo | Tostão Contra o Milhão (PTC, PTdoB)             | PTC     | Vereadora         | 8.081   | Não eleita |
| 2010 | Estadual de São Paulo  | Somos Mais São Paulo (PT, PRB, PR, PTdoB)       | PRB     | Deputada estadual | 11.341  | Não eleita |
| 2012 | Municipal de São Paulo | Coligação PSDB/PSD/PR/DEM (PSDB, PSD, PR, DEM)  | PSD     | Vereadora         | 1.959   | Suplente   |
| 2014 | Estadual de São Paulo  | sem coligação                                   | PRTB    | Deputada federal  | 10.668  | Não eleita |

### Projetos de lei sancionados
- Leis nº 13.210 e nº 12.297 (Projetos de lei nº 199/01 e nº 829/2003);
  - Dispõe sobre a obrigatoriedade da aplicação do "Programa de Educação Específica Contra os Males do Fumo, do Álcool e das Drogas", em todas as escolas públicas de Ensino Fundamental, da Rede Municipal (Lei nº 199/01)[21] de Ensino de São Paulo, e nas escolas públicas do ensino fundamental do Estado (Lei nº 829/2003).[22]
- Lei nº 13.306 (Projeto de lei nº 711/01);
  - Dispõe sobre a obrigatoriedade do uso de colete antibalístico ao efetivo da Guarda Civil Metropolitana do Município de São Paulo.[23]
- Lei nº 11.757 (Projeto de lei nº 941/2003).
  - Dispõe sobre o atendimento especializado às mulheres acometidas de tensão pré-menstrual (TPM) nos estabelecimentos públicos de saúde do Estado de São Paulo.[24]

## Controvérsias

### Investigação sobre venda de candidaturas pelo Prona
Em 2002, uma afiliada da TV Globo exibiu reportagem em que a então vereadora cobra R$ 5 000 do empresário Santos Jorge Roberto Leite para garantir uma vaga no PRONA. Ela disse: "é um dízimo que a pessoa dá". Para a acusada, a reportagem foi "sensacionalista. Fizeram uma interpretação maliciosa". Tem um grupo por trás disso que está com vontade de nos prejudicar."
No ano seguinte, a Assembleia Legislativa decidiu não abrir investigação para apurar denúncia contra a então deputada estadual. Entretanto, o corregedor Álvaro Lazzarini, determinou a quebra do sigilo bancário da deputada. Ela declarou que não pretendia recorrer da decisão.